# سکونتگاه چندخانوادگی

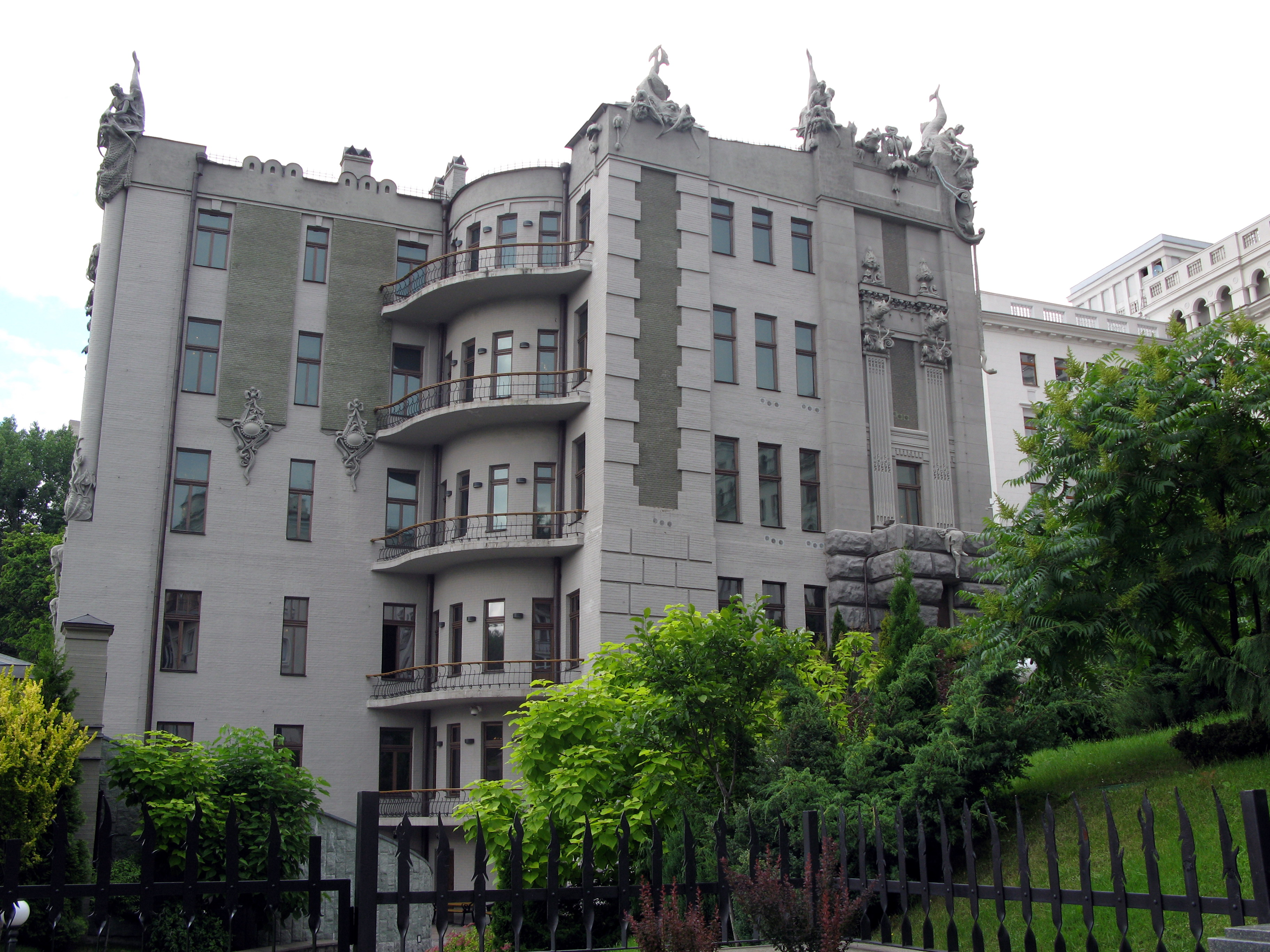
نوع سکونتگاه چندخانوادگی

مسکن چندخانواده (خلاصه انگلیسی: MDU) نوعی  مسکن است که در آن چند واحد مسکونی جداگانه برای اسکان چند خانواده در داخل یک ساختمان یا چندین ساختمان در یک مجموعه قرار دارد.  واحد ها می توانند در کنار یکدیگر (واحدهای مجاور) باشند یا در بالای یکدیگر (واحد های طبقاتی) قرار گیرند. شکل معمولی مسکن چند خانوار، آپارتمان است .   
این نوع سکونتگاه در مقابل خانه مستقل قرار دارد و امکانات مختلف در آن به صورت مشاع است. 

## همچنین نگاه کنید
- خانه
- خانه مستقل